# Pelops
Pelops var en kongesøn fra Lydien, der blev konge af halvøen Peloponnes (som fik sit navn fra ham). Han var søn af Tantalos og Dione,[kilde mangler] og havde med Hippodameia Pittheus, Plisthenes, Atreus og Thyestes og med nymfen Axioche Chrysippus.